# Daluomi (köpinghuvudort i Kina, Heilongjiang Sheng, lat 45,96, long 129,21)
Daluomi (kinesiska: 大罗密, 大罗密镇) är en köpinghuvudort i Kina. Den ligger i provinsen Heilongjiang, i den nordöstra delen av landet, omkring 200 kilometer öster om provinshuvudstaden Harbin. Antalet invånare är 14 855. Befolkningen består av 7 164 kvinnor och 7 691 män. Barn under 15 år utgör 10,0 %, vuxna 15-64 år 82 %, och äldre över 65 år 7,0 %.
Runt Daluomi är det ganska tätbefolkat, med 78 invånare per kvadratkilometer. Närmaste större samhälle är Xiangshun, 13,5 km nordväst om Daluomi. Omgivningarna runt Daluomi är en mosaik av jordbruksmark och naturlig växtlighet.
Genomsnittlig årsnederbörd är 854 millimeter. Den regnigaste månaden är juli, med i genomsnitt 175 mm nederbörd, och den torraste är januari, med 6 mm nederbörd.